# 汉诺威大学
汉诺威大学，全稱汉诺威莱布尼茨大学（简称LUH）。2006年7月1日数学家及哲学家莱布尼茨诞辰360周年及大学175年校庆之际，改名为汉诺威莱布尼茨大学。
1831年由学者Karl Karmarsch于在德国下萨克森州首府汉诺威市创建。在2015/16年冬季学期注册学生26,800人，其中2,400人为来自超过120个国家的外国学生。该大学是德国9所理工大学联盟的成员之一。

## 历史
汉诺威大学的历史要追溯到1831年，在Karl Karmarsch的领导下，Christian Wilhelm Bornemann的啤酒厂、烈酒厂和食品厂改建为了一个高等商科学院。最初64个学生分布在以下专业：数学，建筑艺术，机械工程，自然历史，物理，化学，科技，制图，雕塑和会计。
6年后，学校搬迁到了在汉诺威市中心Georg街的一个新建的建筑里，那里是现在汉诺威Kröpcke的所在地。在1840年代的前期，学校随着铁路的发展成长了许多。1844年注册的学生达到了280人。1847年学校更名为综合技术学院（Polytechnische Schule）。1853年专业的数量增加到原来的3倍。在1854/55年建立了当时德国最先进的化学实验室。
在1875年学校达到了一个暂时的高峰，有868个学生和旁听生。同一年，学校的创立者和校长Karl Karmarsch在为学校操劳了44年后退休。他的继任者建筑工程师Wilhelm Launhardt， 在后两年的时间内推动了学校从综合技术学院向理工大学的转变。汉诺威大学历史上一件重要的事情是1879年维尔芬城堡（Welfenschloss）的建立，这是在1866年汉诺威王国和普鲁士合并后出于学校的目的改建的。
1879年4月1日综合技术学院正式改名为皇家理工高校（Königliche Technische Hochschule），并所属柏林的普鲁士部下。1880年，高校由五个部门组成：
1. 建筑
2. 建工
3. 机械
4. 化学和电工学
5. 通用科学

1896年，学校在工业前进的步伐中建立了一个机械工程实验室，使学校的教育和研究在工业实践的条件下得以实现。近百年的皇家理工高校的历史后，皇帝威廉二世（Wilhelm II）授予普鲁士理工高校能授予博士和硕士学位的权力。这样理工高校就和大学有了相同的地位。1909年4月14日，普鲁士理工高校向女性敞开大门。
在第一次世界大战后，将近3000的学生数量达到了一个暂时的高峰。亚琛工业大学当时的注册学生只有1440人，布伦瑞克工业大学1180人。学校在7年内完成了旧部门至3个新学院的重划：1. 通用科学 2. 工程（建筑和建工工程） 3. 机械（电子）
在二战时学校23幢楼中的5幢被炸弹完全摧毁，其他建筑也或多或少受到损伤。在全体学生的积极作业的帮助下，使学校的整理和重建成为可能，学校听课大堂的重建是通过1921年成立的高校发展联合会（汉诺威发展会）的成员的资助的。1947年新建的Villa Simon建筑后来被地理研究院使用，1951年学校的占地扩展到了Schiffbau，一年后通过合并园艺和农业高校（Hochschule für Gartenbau und Landeskultur）成立了第四个学院。
1960年代末教育界发展成为了所有高校政治扩建计划的关键问题。由于高中课程新制度框架的统一，从1964年学生数量上升到四千到五千人，至1978、79年达到18000人。
1968年合并了商业师范高校（Pädagogische Hochschule für Gewerbelehrer/-innen），同年学校在结构变化后改名为汉诺威理工大学。而且学校在1968年成立了文科国家科学类（即后来的社会科学）学院，他们促使了临时宪法的生效，这部宪法不应从时间适应性上来看，直到下萨克森州高校法的生效。1973年建立法学院，1974年建立经济学院，所以当时理工大学共7个学院。
根据1978年10月1号生效的下萨克森州高校法，改名为汉诺威大学。大学的第一届校长在1979年5月30日选出。1982年科学文化部批准了学校的一个基本制度，撤销1968的临时宪法，1996年修订的宪法开始生效。在下萨克森州高校优化概念（Hochschuloptimierungskonzept (HOK)）的框架下，根据2003年的计划，大学将加强向理工大学的方向发展。所以在文科类专业中，关闭了社会科学和罗曼语语言文学，师范教育部搬迁到了希尔德斯海姆大学。大学总共失去了150个职位，法学院虽然避免了关闭，但其中的法律社会学方向遭到了完全的消除，即使每年申请就读该学院的学生多倍大于学校最终招收的人数（当时联邦德国排第四位的需求）。将来汉诺威在社会科学领域政治学中只能提供一个学士学位方向，比如通用社会科学的硕士学位只有在哥廷根才能提供。
2005年4月1日学校通过合并17个专业领域建立新的学院规划。大学由建筑学院，建工和地质学院，电子和信息学院，机械学院，理学院，法学院，自然科学学院，哲学院和经济学院组成。
2006年夏天，在经过长久的商议后，原本朴素的校名汉诺威大学改为汉诺威戈特弗里德·威廉·莱布尼茨大学（Gottfried Wilhelm Leibniz Universität Hannover），以纪念戈特弗里德·威廉·莱布尼茨。

## 规模
在1987、88年的冬季学期汉诺威大学注册学生达26503人，其中34.2%是女生。1990、91年的冬季学期注册学生数第一次超过30000人边界。当年女生比例达到37.4%，后一年达到了38.8%。1995年经济学院，法学院和语言学院搬到了新址Königsworther Platz：以前马牌轮胎公司（Continental AG）的行政主高楼。在有着20000平方米面积的所谓的康提校区（Conti-Campus）可以容下这些学院外还有一个图书馆，食堂和很多学生经营的咖啡厅。
今天的汉诺威大学在校生24000多人，从1990年来是下萨克森州最大的大学，直到2006年被哥廷根大学赶超。将近3500个就职职位，其中2000个是在职的科学家。新设定的学院提供了近160个研究机构，超过50个专业包括了大量的学科，从自然科学，工程科学，语言和文化学以及法学，经济学，社会学到园艺学，景观设计和环境科学。

## 学院
汉诺威莱布尼茨大学现在划分为九个学院：
1. 建筑和景观学院
2. 建工和大地测量学院
3. 电子信息学院
4. 法学院
5. 机械学院
6. 理学院
7. 自然科学学院
8. 哲学院
9. 经济学院

## 人物
- 墨里奇奧·巴赫（德语：Maurizio Bach）（* 1953），德国社会学家和名誉教授
- 埃里希·巴克（英语：Erich Barke）（* 1946），德国名誉教授
- 弗里德里希·貝吉烏斯（1884－1949），德国化学家，1931年诺贝尔化学奖得主
- 邁克爾·H·布雷特納（德语：Michael H. Breitner）（* 1963），德国经济信息学家
- 阿爾弗雷德·布赫雷爾（英语：Alfred Bucherer）（1863－1927），德国物理学家
- 威廉·布希（1832－1908），德国诗人和画家
- 卡斯滕·丹茲曼（德语：Karsten Danzmann）（* 1955），德国物理学家
- 霍斯特·德雷爾（英语：Horst Dreier）（* 1954），德国法学家
- 格哈德·埃特爾（* 1936），德国物理和化学家，2007年诺贝尔化学奖得主
- 沃夫岡·艾特默（德语：Wolfgang Ertmer）（* 1949），德国实验物理学家
- 萊茵哈德·蓋爾（德语：Reinhard Gaier）（* 1954），德国法官
- 約翰內斯·延森（1907－1973），德国物理学家，1963年诺贝尔物理学奖得主
- 卡爾·卡馬什（英语：Karl Karmarsch）（1803－1879），德国技术专家
- 曼努埃爾·基柏（德语：Manuel Kiper）（* 1949），德国生物学家和政治家
- 特奧多爾·萊辛（1872－1933），德国犹太哲学家
- 瑪格麗塔·馬蒂奧普洛斯（德语：Margarita Mathiopoulos）（* 1957），德国企业家
- 馬提亞斯·米爾施（英语：Matthias Miersch）（* 1968），德国社会民主党政治家
- 卡爾·亞當·佩特里（1926－2010），德国数学和信息学家
- 克里斯蒂安·菲佛（* 1944），德国犯罪学家
- 戴馬·薩拉蒙（英语：Dietmar Salamon）（* 1953），德国数学家
- 漢斯-彼得·施奈德（德语：Hans-Peter Schneider）（* 1937），德国法官
- 喬治·施努勒（德语：Georg Schnurer）（* 1960），德国法学家
- 克勞斯·特普費爾（德语：Klaus Töpfer）（* 1938），德国基督教民主联盟政治家

全景
|  |